# Rehoboth

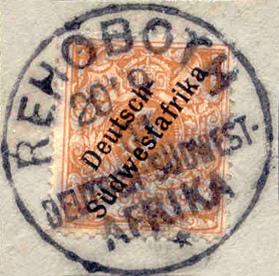
Stempel Rehoboth 1901 na znaczku Niemieckiej Afryki Południowo-Zachodniej.

Rehoboth – miasto w środkowej Namibii, w regionie Hardap. Około 28 tys. mieszkańców.